# Ledeanka, Krasîliv
Ledeanka (în ucraineană Ледянка) este localitatea de reședință a comunei Ledeanka din raionul Krasîliv, regiunea Hmelnîțkîi, Ucraina.

## Demografie
Componența lingvistică a localității Ledeanka
     Ucraineană (99,56%)
     Alte limbi (0,44%)
Conform recensământului din 2001, majoritatea populației localității Ledeanka era vorbitoare de ucraineană (99,56%), existând în minoritate și vorbitori de alte limbi.